# Thymoites banksi
Thymoites banksi är en spindelart som först beskrevs av Bryant 1948.  Thymoites banksi ingår i släktet Thymoites och familjen klotspindlar. Inga underarter finns listade i Catalogue of Life.